# 堀六平
堀  六平（ほりろっぺい 1946年1月25日 - 、本名：堀内由光）は、日本のシンガーソングライター・フォークソンググループ「わさびーず」主宰。食農エッセイスト・ラジオパーソナリティ。
長野県安曇野市穂高北穂高出身。長野県松本県ヶ丘高等学校を経て松商学園短期大学卒業、慶應義塾大学政治学科へ編入するも授業料未納により除籍。

## 略歴
- 昭和44年（1969年） - 実家の農業と八百屋の手伝いの傍ら、高校の同級生を中心にフォークグループわさびーずを結成。
- 昭和48年（1973年） - 日本放送協会総局10月度軽音楽オーディションに評点1位で合格。
- 昭和49年（1974年）
  - 自主制作アルバム「おらが在所はわさび村」を12月に発表。
  - ニッポン放送で古賀政男に会う。
- 昭和50年（1975年）
  - ビクターレコードオーディションに合格。
  - メジャーデビューアルバム「木曽の花嫁さん」発売。
  - 原宿音楽祭グランプリ・特別賞受賞、集英社「ガッツ賞」受賞。
  - NHK朝の連続テレビ小説「水色の時」他出演。
- 昭和52年（1977年）
  - コンサート活動の他、NHK大河ドラマ「黄金の日日」・TBSテレビ「日本が知りたい」等出演。
  - わさびーず解散。
- 昭和53年（1978年）
  - 活動拠点を故郷信州に移す。
  - 長野放送でレポーターを務める。（～1980年）
  - NHK長野FM「六時のジョッキー」レギュラー。（～1983年）
- 平成2年（1990年） - 「わさびーず21」結成。
- 平成3年（1991年） - ソニーレコードに所属、「白い大地から」発売。
- 平成4年（1992年） - 以後渡米7回。ピート・シーガー、矢沢寛に師事、フォークソングの体系と理論を学ぶ。
- 平成5年（1993年） - 米・ハリウッドにあるライブハウス「グランツ」にて初ライブを行う。
- 平成6年（1994年） - NHK「ひるどき日本列島」・信越放送「JAタイム」ほか出演。
- 平成7年（1995年） - わさびーず「白い大地から」が長野オリンピック組織委員会より公式サポートソングとして認定。
- 平成8年（1996年） - 木曽ふるさと大使任命（以後15年間努める）。
- 平成9年（1997年） - ラジオスタジオ設立。SBCラジオ「堀六平のカントリーロード」の制作を開始。
- 平成10年（1998年）
  - NHK長野放送局「おいでよ!プラザN」レギュラー開始。
  - 第18回冬季五輪長野大会サポート音楽会に各地で出演。
- 平成11年（1999年） - FMぜんこうじにてレギュラー開始。（～2003年）
- 平成12年（2000年） - 「堀六平のカントリーロード」がラジオ大阪にて放送開始。
- 平成13年（2001年）
  - 「堀六平のカントリーロード」が東海ラジオにて放送開始。
  - 第6回NHK関東・甲信越地域放送文化賞受賞・民音芸術賞・香港SGI奨受賞。
- 平成14年（2002年） - 初エッセイ「わさびーず青春記」チクマ秀版社から発売。
- 平成15年（2003年） - NHK長野放送局「おいでよプラザN」開始、信越放送「JAタイム」開始（月・水担当）。
- 平成16年（2004年）
  - 第20回参議院議員選挙長野県選挙区から立候補。11万票弱を獲得するも落選。
  - 選挙後、音楽ソロ活動を再開。長野県内を5年間で500回を目標に福祉施設・病院・公民館・町内会等へ童謡唱歌を中心に出前する「おはなし音楽会」をスタート。
  - 4月 - SBCラジオ番組「堀六平のおはなし音楽会」がスタート。
- 平成20年（2008年） - 音楽放送文化活動40周年を迎えた。
- 平成22年（2010年） - 長野県議会議員補欠選挙安曇野市選挙区に無所属で立候補するも落選。

## 音楽レコード作品
順不同 
- 「母さんのおにぎり c/w かあさんの歌」 (2007年2月20日:自身のレーベル「かじかレコード」（シングル)
- 「俺が川蝉を追いかけていた頃」（六平の作品16曲集）「かじかレコード」（CD）
- 「おはなし音楽会（その1）」（スタジオライブ盤22曲集）「かじかレコード」（CD）
- 「信濃の人とお茶のお話」（キング・シングル）廃盤
- 「どうしても信濃行き」（キング・シングル）廃盤
- 「おらが在所はわさび村」（1974年12月:自主制作アルバム）廃盤
- 「木曽の花嫁さん」（1975年:ビクターレコード・シングル・CD）廃盤
- 「木曽の花嫁さん」（紙ジャケット仕様・CD）（2006年11月22日再発売）
- 「白い大地から」（1991年:ソニーレコード・CD）廃盤
- 「初代わさびーずライブ記録」（かじかレコード(自主制作)・CD）

### CMソング
- 大雪渓酒造株式会社
- 株式会社まるたか

## 出演
今まで出演してきた主な番組（制作も含む）
- 飛び出せワイド（1978年 - 1980年、長野放送）
- 六時のジョッキー（1978年 - 1983年、NHK長野FM）
- おいでよプラザN・六平心の歌、六平ふるさとの言葉（2003年 - 2008年、NHK長野）
- 堀六平のカントリーロード （1997年 - 2006年、信越放送・東海ラジオ・ラジオ大阪）
- 堀 六平の今その人に会いたい（テレビ信州）
- 堀 六平のおはなし音楽会（2004年、信越放送）
- 故郷下駄電途中下車「堀 六平の故郷人間ばんざい」（FMぜんこうじ）

## 著作
- エッセイ「わさびーず青春記～六平の安曇野茶飲談～」（2002年7月:チクマ秀版社）
- 丸腰十万票（食と農を問う・40周年記念出版）
- わさびーずの信州方言三昧

## 受賞歴
- 第6回NHK関東・甲信越地域放送文化賞
- NHKアジア放送連合「早起き鳥」特別賞
- 原宿音楽祭グランプリ・同特別賞・同集英社ガッツ賞
- 民主音楽協会芸術賞
- 人権擁護委員連合会・人権擁護のイメージ曲制作感謝賞
- 長野県知事・自然保護推進感謝賞
- 香港SGI奨